# Італійська Серія A 1956–1957
Сезон 1956/1957 Серії A — футбольне змагання у найвищому дивізіоні чемпіонату Італії, 26-й турнір з моменту започаткування Серії A. Участь у змаганні брали 18 команд, 2 найгірші з яких за результатами сезону полишили елітний дивізіон.
Переможцем сезону став клуб «Мілан», для якого ця перемога у чемпіонаті стала 6-ю в історії.
| Чемпіон Італії 1956/57 |
| ---------------------- |
| «Мілан» 6-й титул      |

## Команди-учасниці
Участь у турнірі брали 18 команд:

## Підсумкова турнірна таблиця
|                  |     | Турнірна таблиця 1956-1957 | О  | І  | В  | Н  | П  | М+ | М- |
| ---------------- | --- | -------------------------- | -- | -- | -- | -- | -- | -- | -- |
| Чемпіон Італії   | 1.  | «Мілан»                    | 48 | 34 | 21 | 6  | 7  | 65 | 40 |
|                  | 2.  | «Фіорентина»               | 42 | 34 | 16 | 10 | 8  | 55 | 40 |
|                  | 3.  | «Лаціо»                    | 41 | 34 | 14 | 13 | 7  | 52 | 40 |
|                  | 4.  | «Удінезе»                  | 36 | 34 | 15 | 6  | 13 | 59 | 58 |
|                  | 5.  | «Інтернаціонале»           | 35 | 34 | 11 | 13 | 10 | 53 | 45 |
|                  | 6.  | «Болонья»                  | 35 | 34 | 12 | 11 | 11 | 54 | 48 |
|                  | 7.  | «Сампдорія»                | 35 | 34 | 12 | 11 | 11 | 59 | 56 |
|                  | 8.  | «Торіно»                   | 35 | 34 | 13 | 9  | 12 | 45 | 42 |
|                  | 9.  | «Ювентус»                  | 33 | 34 | 11 | 11 | 12 | 54 | 54 |
|                  | 10. | СПАЛ                       | 33 | 34 | 14 | 5  | 15 | 38 | 47 |
|                  | 11. | «Ланероссі»                | 32 | 34 | 11 | 10 | 13 | 49 | 51 |
|                  | 12. | «Наполі»                   | 32 | 34 | 11 | 10 | 13 | 39 | 41 |
|                  | 13. | «Падова»                   | 32 | 34 | 8  | 16 | 10 | 33 | 39 |
|                  | 14. | «Рома»                     | 31 | 34 | 10 | 11 | 13 | 53 | 49 |
|                  | 15. | «Аталанта»                 | 31 | 34 | 9  | 13 | 12 | 36 | 44 |
|                  | 16. | «Дженоа»                   | 30 | 34 | 9  | 12 | 13 | 36 | 46 |
| Вибув до Серії B | 17. | «Трієстина»                | 29 | 34 | 9  | 11 | 14 | 33 | 42 |
| Вибув до Серії B | 18. | «Палермо»                  | 22 | 34 | 7  | 8  | 19 | 32 | 63 |

## Чемпіони
Склад переможців турніру:
| Воротарі: Лоренцо Буффон (17 матчів), Нарцисо Сольдан (17). Захисники: Чезаре Мальдіні (21, 1 гол), Нільс Лідхольм (26, 4), Луїджі Дзанн'єр (34), Ерос Беральдо (20), Франческо Дзагатті (15), Луїджі Радіче (1). Півзахисники: Пер Бредесен (27, 6), Маріо Бергамаскі (22, 1), Альфіо Фонтана (34), Хуан-Альберто Скьяффіно (29, 9), Освальдо Баньйолі (10, 1), Чезаре Рейна (2). Нападники: Гастоне Бін (24, 17), Карло Галлі (23, 14), Амос Маріані (30, 2), Ернесто Кукк'яроні (13, 3), Емеліано Фаріна (7, 4), Джанні Меанті (1). Тренер: Джузеппе Віані. |

## Бомбардири
Найкращим бомбардиром сезону 1956/1957 Серії A став гравець клубу «Рома» Діно да Коста, який відзначився 22 забитими голами.
|     | Гравець             | Команда      | Громадянство      | Голів | (пенальті) |
| --- | ------------------- | ------------ | ----------------- | ----- | ---------- |
| 1°  | Діно да Коста       | «Рома»       | Бразилія/ Італія  | 22    | -          |
| 2°  | Джузеппе Секкі      | «Удінезе»    | Італія            | 18    | -          |
|     | Луїш Вінісіу        | «Наполі»     | Бразилія          | 18    | -          |
| 4°  | Гастон Беан         | «Мілан»      | Італія            | 17    | -          |
| 5°  | Адріано Бассетто    | «Сампдорія»  | Італія            | 15    | 3          |
|     | Бенгт Ліндског      | «Удінезе»    | Швеція            | 15    | -          |
| 7°  | Карло Галлі         | «Мілан»      | Італія            | 14    | -          |
|     | Мігель Монтуорі     | «Фіорентина» | Аргентина/ Італія | 14    | -          |
| 9°  | Гуннар Нордаль      | «Рома»       | Швеція            | 13    | -          |
| 10° | Джино Армано        | «Торіно»     | Італія            | 12    | 4          |
|     | Амедео Боністаллі   | «Падова»     | Італія            | 12    | -          |
|     | Чезаріно Червеллаті | «Болонья»    | Італія            | 12    | 2          |
|     | Едвін Фірмані       | «Сампдорія»  | ПАР/ Італія       | 12    | -          |
|     | Ернст Оцвірк        | «Сампдорія»  | Австрія           | 12    | 3          |
|     | Арне Сельмоссон     | «Лаціо»      | Швеція            | 12    | -          |
|     |                     |              |                   |       |            |